# Анакаона
Анакаона (исп. Anacaona — таино «Золотой цветок»; 1464—1503) — жена касика Каонабо, правительница области Харагуа, одна из лидеров сопротивления индейских племён таино испанским конкистадорам на острове Эспаньола (Гаити). По сведениям испанских хронистов, среди местных жителей также пользовалась известностью как поэтесса и создательница танцев-арейто.

## Биография
После пленения спутниками Христофора Колумба и смерти касика Каонабо его жена Анакаона бежала из Магуаны в родную область Харагуа, где правил её брат Бехечио, один из пяти верховных касиков на острове. Бехечио разделил власть со своей сестрой. После смерти своего брата Анакаона стала единовластной правительницей в Харагуа.
Анакаона была «женщина очень храбрая, большой души и ума». Анакаоне подчинялись свыше трёхсот родовых старейшин — касиков. Умная и волевая женщина пользовалась авторитетом, любовью и славилась красотой среди своих подданных. Её имя на языке индейцев таино означало «золотой цветок».
В 1503 году новый испанский губернатор Эспаньолы Николас де Овандо с большим военным отрядом (70 кавалеристов и 300 пехотинцев) прибыл с визитом в область Харагуа. Правительница Анакаона приготовила испанцам пышную встречу и устроила «арейто», в котором участвовало «более трёхсот девушек, её служанок, ибо не захотела, чтобы в этих танцах, или арейто, принимали участие мужчины и замужние либо познавшие мужчин женщины».
Однако Николас де Овандо придумал хитроумный план и решил истребить всю индейскую знать, прибывшую на праздник. По сигналу губернатора испанцы окружили и взяли в плен саму Анакаону и восемьдесят касиков в большом доме. Индейские вожди были сожжены живьём. Через три месяца Анакаона была повешена в Санто-Доминго. Испанцы жестоко расправились с остальным населением, преследуя тех, кто пытался бежать. Многие индейцы были схвачены, убиты или превращены в рабов.
Ошеломлённые этой расправой индейцы не оказали сопротивления захватчикам, и вся область Харагуа была быстро завоёвана.

## Память
Анакаона является сегодня национальной героиней Доминиканской Республики. На площади перед Кафедральным собором Санто-Доминго находится бронзовый монумент, изображающий красавицу-индианку в полный рост. В её часть названо и расположенное в городе высочайшее здание Карибов — Torre Anacaona 27. Её образ популярен и в Гаити, где её упоминают в череде деятелей освободительных движений до Гаитянской революции.
Анакаоне свои произведения посвящают многие авторы с Карибских островов, и не только оттуда — известен стих Альфреда Теннисона Anacaona. Американская писательница гаитянского происхождения Эдвидж Дантика написала о ней детскую книгу. Анакаона — главная героиня ряда одноимённых песен, например исполнителя сальсы Чео Фелисьяно.